# 滑川中新川地区広域情報事務組合
滑川中新川地区広域情報事務組合（なめりかわなかにいかわちくこういきじょうほうじむくみあい）は、富山県の滑川市・中新川郡立山町・上市町で組織されるケーブルテレビ事業を行っていた一部事務組合（特別地方公共団体）である。2002年（平成14年）2月設立、2003年（平成15年）3月28日開局。呼称はNet3（ネットスリー）で、2002年（平成15年）7月に制定された。
テレビ放送・インターネット・IP電話・携帯電話（MVNO）サービスを取り扱っていたが、テレビ以外は従前より上市町のインターネットプロバイダ企業の株式会社TAMにより運営されてきた。
2021年（令和3年）7月1日、テレビ放送事業を含め本組合の一切の資産・権利がTAMに譲渡されすべてのサービスが同社による運営となった。これによりCATV事業の全面的な民営化となった。

## 概要
- 所在地：富山県滑川市開676（滑川市SOHOセンター内）
- 代表者（管理者）：上田昌孝（滑川市長）[4]
- 全国地方公共団体コード：16911-1[1]

## 構成団体及びサービスエリア
- 富山県滑川市
- 富山県中新川郡立山町
- 富山県中新川郡上市町

## 放送チャンネル

### テレビ局
| チャンネル | 放送局                                            |
| 地上波放送 | 地上波放送                                        |
| ---------- | ------------------------------------------------- |
| 011        | 北日本放送                                        |
| 021        | NHK富山Eテレ（教育）                              |
| 031        | NHK富山総合                                       |
| 051        | 北陸朝日放送                                      |
| 061        | チューリップテレビ                                |
| 081        | 富山テレビ                                        |
| 091        | コミチャン9                                       |
| 121        | コミチャン12                                      |
| BS放送     |                                                   |
| 101        | NHK BS1                                           |
| 103        | NHK BSプレミアム                                  |
| 141        | BS日テレ                                          |
| 151        | BS朝日                                            |
| 161        | BS-TBS                                            |
| 171        | BSテレ東                                          |
| 181        | BSフジ                                            |
| 191        | WOWOWプライム                                     |
| 192        | WOWOWライブ                                       |
| 193        | WOWOWシネマ                                       |
| 200        | スターチャンネル1                                 |
| 201        | スターチャンネル2                                 |
| 202        | スターチャンネル3                                 |
| 211        | BS11イレブン                                      |
| 222        | BS12 トゥエルビ                                   |
| 231        | 放送大学BSキャンパスex                            |
| 232        | 放送大学BSキャンパスon                            |
| CS放送     |                                                   |
| 410        | J SPORTS 3 HD                                     |
| 411        | スカイA                                           |
| 412        | GAORA SPORTS HD                                   |
| 415        | J SPORTS 4 HD                                     |
| 417        | ゴルフネットワーク HD                             |
| 418        | 日テレジータス HD                                 |
| 419        | FIGHTING TV サムライ                              |
| 420        | ムービープラス HD                                 |
| 421        | 日本映画専門チャンネル HD                         |
| 422        | 映画・チャンネルNECO-HD                           |
| 423        | V☆パラダイス HD                                   |
| 424        | WOWOWプラス 映画・ドラマ・スポーツ・音楽          |
| 425        | 東映チャンネル HD                                 |
| 426        | 衛星劇場 HD                                       |
| 430        | ファミリー劇場 HD                                 |
| 431        | スーパー!ドラマTV HD                              |
| 432        | AXN HD 海外ドラマ                                 |
| 433        | FOX HD                                            |
| 434        | 時代劇専門チャンネル HD                           |
| 435        | 女性チャンネル♪LaLa TV                            |
| 437        | AXNミステリー HD                                  |
| 438        | TBSチャンネル1 HD 最新ドラマ・音楽・映画          |
| 441        | アニマックス HD                                   |
| 442        | キッズステーション HD                             |
| 444        | アニメシアターX（AT-X）                           |
| 445        | テレ朝チャンネル1                                 |
| 446        | ホームドラマチャンネルHD 韓流・時代劇・国内ドラマ |
| 447        | TBSチャンネル2 HD 名作ドラマ・スポーツ・アニメ    |
| 451        | 日経CNBC HD                                       |
| 452        | 日テレNEWS24（HD）                                |
| 454        | TBS NEWS                                          |
| 455        | ヒストリーチャンネル 日本・世界の歴史&エンタメ    |
| 456        | ディスカバリーチャンネル（HD）                    |
| 458        | テレ朝チャンネル2                                 |
| 459        | ナショナルジオグラフィック                        |
| 460        | ミュージック・エア（HD）                          |
| 461        | MUSIC ON! TV（エムオン!）HD                       |
| 462        | 音楽・ライブ! スペースシャワーTV HD               |
| 464        | 歌謡ポップスチャンネル HD                         |
| 470        | 囲碁・将棋チャンネル（HD）                        |
| 471        | ショップチャンネル（HD）                          |
| 472        | QVC（HD）                                         |
| 473        | ジュエリー☆GSTV HD                                |
| 476        | 釣りビジョンHD                                    |
| 477        | 旅チャンネル HD                                   |
| 479        | エンタメ〜テレHD☆シネドラバラエティ               |
| 480        | MONDO TV HD                                       |
| 483        | ダンスチャンネル byエンタメ〜テレ                 |
| 485        | グリーンチャンネル1 HD                            |
| 486        | グリーンチャンネル2 HD                            |
| 487        | レジャーチャンネル                                |
| 488        | SPEEDチャンネル1                                  |
| 489        | 富山競輪チャンネル                                |
| 495        | Mnet HD                                           |
| 496        | KNTV HD                                           |
| 497        | アジアドラマチックTV                              |
| 498        | フジテレビNEXT ライブ・プレミアム（HD）           |
| 4K放送     |                                                   |
| 101        | NHK BS4K                                          |
| 141        | BS日テレ4K                                        |
| 151        | BS朝日4K                                          |
| 161        | BS-TBS4K                                          |
| 171        | BSテレ東4K                                        |
| 181        | BSフジ4K                                          |
| 191        | WOWOW 4K                                          |

- CS放送は日本デジタル配信（JDS）を採用（2010年8月まではジャパンケーブルキャスト（JC-HITS）だった）。
- 4K放送は4K対応STBで視聴可能。
- 北陸朝日放送のデジタル放送は2008年7月23日より再送信を実施。パススルー方式で送信しているため市販の地上デジタル対応機器で視聴可能。
- かつてはVODサービスを実施していた。加入者が見たい自主放送番組を電話でリクエストし、その番組をアナログ81-85chのいずれかで放送するサービスであったが、2010年3月31日で終了した。
- アナログ契約・デジアナ契約のサービスは2011年3月31日に終了。
- 2011年7月24日より2015年3月31日まで地上波のデジアナ変換による放送を実施していた。
- スタンダードコースは2021年3月末終了。

## サービス内容

### テレビ
コース（視聴可能な放送）
- エコノミーコース（地上波・BS）
- プレミアムコース（地上波・BS・CS）

### インターネット
Net3 Internet（下り・上り最大速度）
- 個人向けサービス
  - エコノミー1（1Mbps・1Mbps）
  - ベーシック10（10Mbps・2Mbps）
  - プレミアム100（100Mbps・30Mbps）
- 法人向けサービス
  - 法人ライト100契約
  - 法人ライト100 固定IPアドレス契約
  - 法人100契約
  - 法人100 固定IPアドレス契約

### 電話
- たんとトークN（IP電話サービス）
- Net3ケーブルスマホ（携帯電話サービス）